# Pitt Ocha au Pays des Mille Collines
Albums de Les Ogres de Barback
Du simple au néant Comment je suis devenu voyageur
Pitt Ocha au Pays des Mille Collines est le onzième album des Ogres de Barback, sorti en 2009.
Cet album est une nouvelle histoire de Pitt Ocha. Le conte se déroule au pays des mille collines, plus connu sous le nom de Rwanda. On retrouve dans cet album des sons et chansons qui ont été enregistrés en Mongolie, en Afrique ou encore en Arménie lors de voyages des membres du groupe. Les Ogres de Barback ont donc enregistré leurs chansons sur ces enregistrements, ou collaboré directement avec d'autres nombreux artistes. La couverture et le livret sont d'Éric Fleury.

## Titres
| No  | Titre                                        | Avec                                                           | Durée |
| --- | -------------------------------------------- | -------------------------------------------------------------- | ----- |
| 1.  | Bumbaïa                                      | les enfants mongols de l'orphelinat d'Oulan-Bator              |       |
| 2.  | Touche pas à mon école                       | les enfants de Payzac et les ogrillons                         |       |
| 3.  | Invitation                                   | Madina N'Diaye et Tiken Jah Fakoly                             |       |
| 4.  | Menteries d'aujourd'hui                      | Anne-Lise Foy et Patrick Bouffard                              |       |
| 5.  | Coué coué                                    | les enfants karens, de l'école de Payzac et quelques ogrillons |       |
| 6.  | Pile ou face                                 | Gabriel Yacoub                                                 |       |
| 7.  | Le Contraire de tout                         | les enfants de Payzac et les ogrillons                         |       |
| 8.  | Marchand de rêves (Papiers d'Arménie)        |                                                                |       |
| 9.  | Papiyouchka-polka                            | 17 Hippies                                                     |       |
| 10. | Lundi, mardi, fête !                         | Lila l'ogrillonne                                              |       |
| 11. | Les Arbres malades                           | Polo et les enfants de Passavent-la-Rochère                    |       |
| 12. | Utule micutule                               | Traïo Romano                                                   |       |
| 13. | Chanson d'hiver                              | Les Cowboys Fringants                                          |       |
| 14. | Le P'tit Nicolas                             | les Ogrillons                                                  |       |
| 15. | Le monde est dans ma poche                   | les Ogrillonnes                                                |       |
| 16. | Conte : Pitt Ocha au pays des mille collines | raconté par Georges M'Boussi                                   |       |
| 17. | Igihozo                                      | Les Benimpuhwe et Camille Simeray                              |       |

## Divers
- 1€ par album est reversé à l'association "Pitt Ocha, pour un monde de sons !", qui a pour vocation de financer ou participer au financement d'opérations en lien avec la musique, sur des territoires défavorisés en ce domaine, sans restriction géographique.